# 贝尔法斯特协议
《貝爾法斯特協議》，亦稱《耶穌受難日協議》，偶而稱為《斯托蒙特協議》，是北愛爾蘭和平進程一個重要的里程碑。這份協議也是當前北愛爾蘭自治政府、愛爾蘭政府和英國政府達成協議的政治基礎。其中包含了一系列的北愛爾蘭與愛爾蘭共和國，以及愛爾蘭共和國與聯合王國之間的條款。
該協議由兩份互相關聯的協定組成：
1. 一份由北愛爾蘭大多數政黨達成的協定
2. 一份由聯合王國與愛爾蘭共和國達成的國際協定

該協議旨在解決一系列關於如下領域的問題：
- 關於聯合王國內的北愛爾蘭政府架構與地位問題
- 北愛爾蘭與愛爾蘭共和國的關係問題
- 愛爾蘭共和國與聯合王國的關係問題

其中涉及人權與文化權利、解除武裝等內容，而司法與維持治安則為協定的中心部分。
協議在1998年4月10日（耶穌受難日）在北愛爾蘭首府貝爾法斯特，由英國和愛爾蘭政府簽字，並得到多數北愛爾蘭政黨支持（包括主張留在英國的阿爾斯特統一黨，以及主張和愛爾蘭統一的新芬黨和社會民主工黨）。它在1998年5月23日由北愛爾蘭和愛爾蘭共和國的選民，分別在兩地的公民投票中被認可。1999年12月2日協議生效，主張留在英國的民主統一黨是唯一反對協議的主要政黨。

## 締約方與協議架構
《貝爾法斯特協議》是由英國、愛爾蘭、以及北愛爾蘭的八個政黨或團體之間達成的協議。這八個政黨或團體包括：阿爾斯特統一黨、社會民主工黨、新芬黨、北愛爾蘭聯盟黨、进步统一党、北愛爾蘭婦女聯盟、阿爾斯特民主黨、勞工聯盟。美國總統比爾·柯林頓指派參議員喬治·米切爾主持當事方與各團體之間的會談，當時他對北愛爾蘭表現出濃厚的興趣。
協議包括兩個要素：
- 由兩國領導人簽署的兩國政府之間的條約；以及
- 八個政黨與兩國政府之間達成的更為實質性的協議。

協議的本文只有簡短的四段文章，但附件中卻包含了重要的時程安排。相對於協議本身來說，這個經由多方同意的時程安排，反而是此協議最顯著的成就。
其中一些條款的模糊措詞被描述為「建設性模糊」，有助於確保各方能夠共同接受該協議，並有助於延後某些更具爭議性問題的爭辯。最著名的包括解散準軍事組織、警察改革和北愛爾蘭正常化。

## 北愛爾蘭的地位
協議中承認：
- 北愛爾蘭大多數的人民，希望繼續留在聯合王國；
- 北愛爾蘭大量的人民以及愛爾蘭島大多數的人民，希望建立一個統一的愛爾蘭。

這兩種觀點都被認為是合法的，這也是愛爾蘭政府首次在具有約束力的國際協議中，接受北愛爾蘭是英國的一部分。愛爾蘭憲法也做了修改，以隱含承認北愛爾蘭目前為聯合王國主權領土的一部分，但前提是該島上兩個司法管轄區的多數人民都同意建立一個統一的愛爾蘭。另一方面，協議的措詞反映了英國政府的觀點從一個「聯盟的（union）」愛爾蘭，轉變為一個「統一的（united）」愛爾蘭。因此，本協議使北愛爾蘭主權問題的未來，有了開放式的選項。
協議指出北愛爾蘭現在仍是聯合王國的一部分，直到北愛爾蘭和愛爾蘭共和國的大多數人民都希望改變。如果發生這種情況，那麼英國和愛爾蘭政府就負有執行該選擇的「約束性義務（a binding obligation）」。
不論北愛爾蘭在聯合王國或未來「統一的」愛爾蘭內的地位如何，“北愛爾蘭人民”「有權確認自己的身份，並被接受為愛爾蘭人或英國人，或兩者兼而有之」以及「有權持有英國或愛爾蘭公民身份，或兩者兼有之」。“北愛爾蘭人民”一詞的意思是「在北愛爾蘭出生，並在其出生時父母至少有一位是英國公民、愛爾蘭公民或有權在北愛爾蘭居住的人。而不論他們之前的居住地為何。」
兩國政府也同意，不論北愛爾蘭的地位如何：
具有管轄權的主權政府，應代表所有人在其身份和傳統的多樣性上，嚴格而公正的行使權力。並應立基於充分且平等的尊重公民、政治、社會和文化的權利，在兩個社區中尊嚴平等且不歧視的對待所有公民的身份、精神與志向。
作為協議的一部分，英國國會廢除了《1920年愛爾蘭政府法令》（該法案分割了愛爾蘭，建立了北愛爾蘭，並包含對愛爾蘭全境的領土主張），愛爾蘭共和國則藉由公投修改了愛爾蘭憲法第2條和第3條所宣稱的：對北愛爾蘭具有領土主權。
英國政府在脫歐白皮書中，重申了對《貝爾法斯特協議》的承諾。關於北愛爾蘭的地位，英國政府“明確表示願意保留北愛爾蘭目前的憲法地位：作為英國的一部分，但與愛爾蘭有緊密連結”。

## 新機構

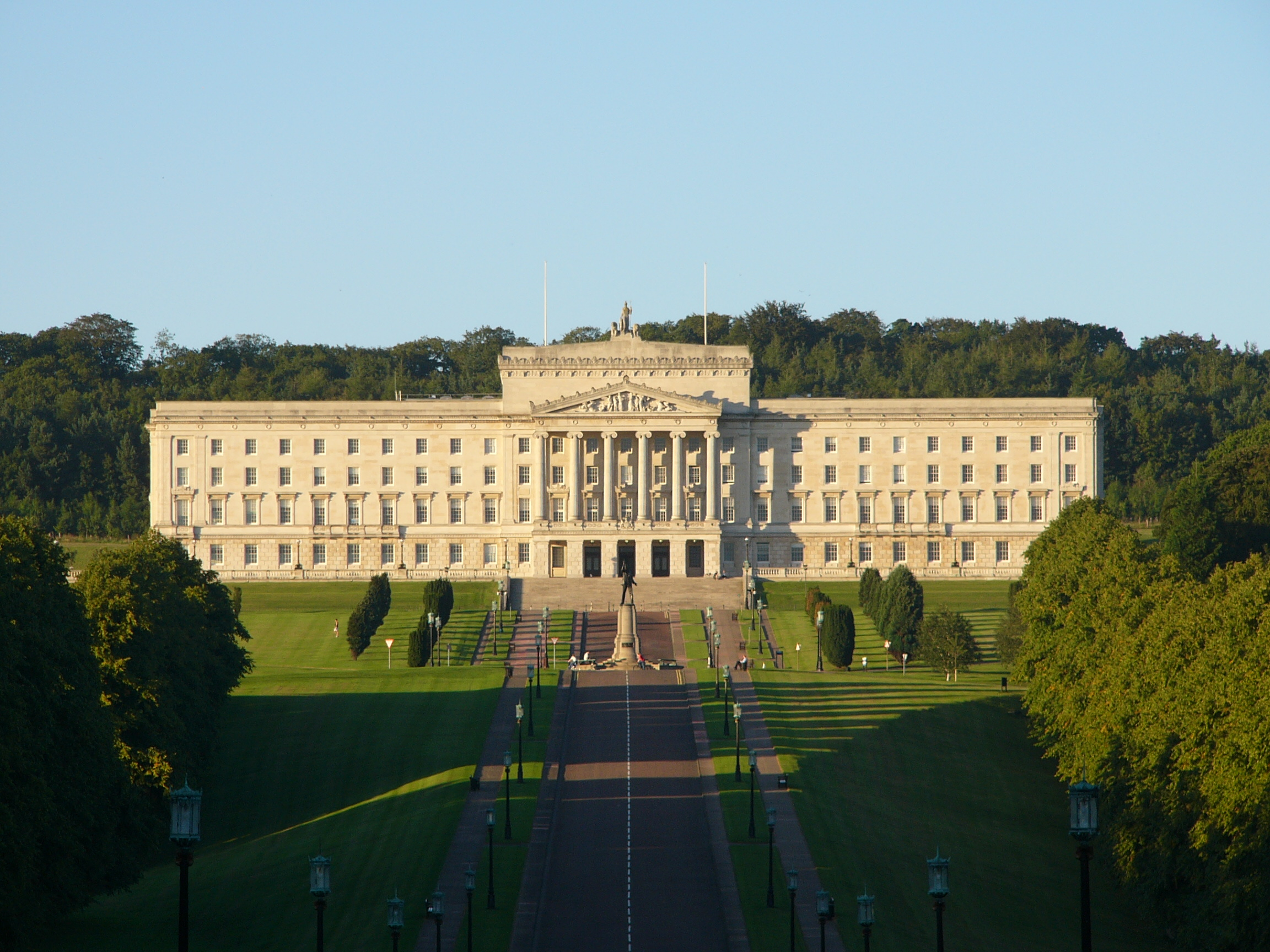
位於北愛爾蘭首府貝爾法斯特的北愛爾蘭議會大廈

本協議為三種“關係架構”設定了創建機構和數量的框架

### 架構1
處理北愛爾蘭的民主機制，並建立了兩個主要機構：
- 北愛爾蘭議會
- 北愛爾蘭行政院

北愛爾蘭議會是北愛爾蘭的一個權力下放的立法機關，對某些重大決定進行強制性跨社群投票。北愛爾蘭行政委員會是分享權力的行政執行機構，其部長級職位將由各政黨通過抗特計算法來分配。

### 架構2
處理北愛爾蘭和愛爾蘭共和國之間將建立的 "南-北" 問題和體制。包括：
- 北-南部長級會議
- 北-南議會間協會
- 北-南協商論壇

南北部長級會議是由北愛爾蘭行政部門和愛爾蘭政府的部長組成。它在十二個共同關心的領域中建立了「發展諮詢，合作與行動」。其中六個領域由北愛爾蘭行政部門和愛爾蘭政府制定共同政策，但在各自的轄區分別實施。另外六個領域，則是制定共同政策，並由雙方共享的全愛爾蘭機構實施。
協定中規定的各種「體制和憲法安排」也被稱為「相互聯繫與依存（interlocking and interdependent）」。
作為該協議的一部分，新成立的北愛爾蘭議會和愛爾蘭共和國的國會同意考慮建立一個聯合議會論壇，由兩個機構的同等人數組成。該論壇於2012年10月成立，是北-南議會間協會。
並請支持該協議的北愛爾蘭政黨，考慮建立一個由民間社會組成的獨立協商論壇代表。該論壇的成員在社會、文化、經濟和其他問題上具有專門知識，並由兩地政府任命。2002年商定了北-南協商論壇的架構。2006年，北愛爾蘭行政委員會同意支持其成立。

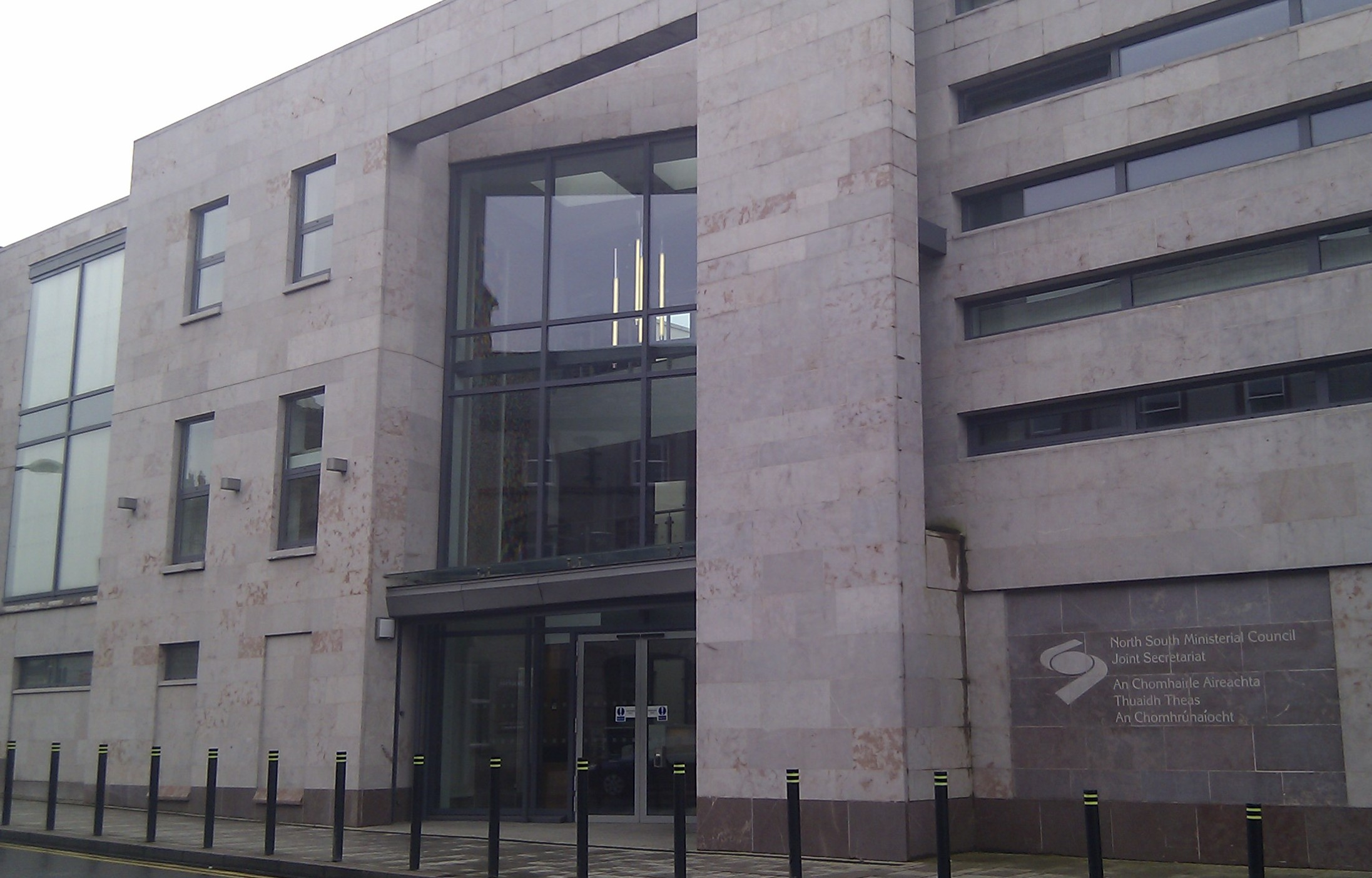
在北愛爾蘭阿馬(Armagh)的北/南部長級會議辦公室

### 架構3
處理愛爾蘭和英國之間將要創建的 "東-西" 問題和體制。包括：
- 英國-愛爾蘭政府間會議
- 英國-愛爾蘭理事會
- 擴大的英國-愛爾蘭議會間機構

英國-愛爾蘭政府間會議將取代英國-愛爾蘭政府間理事會，和根據1985年《英愛協定（Anglo-Irish Agreement）》成立的政府間會議。採取的形式是英國和愛爾蘭部長之間定期和頻繁的會議，以促進兩國政府之間在各個層面的合作。關於未移交給北愛爾蘭的事項，愛爾蘭政府可提出意見和建議。會議的所有決定將由兩國政府達成協議，兩國政府同意作出堅定的努力以解決兩國之間的分歧。
英國-愛爾蘭理事會由英國和愛爾蘭政府、英國旗下的政府機構（北愛爾蘭、蘇格蘭和威爾斯）以及皇家屬地的曼島、澤西和根西的部長級代表組成。該理事會的目的是促進合作並為制定共同政策提供論壇。
根據協議，有人提議以已經存在的英愛國會間組織為基礎。在達成協議之前，該組織僅由來自英國和愛爾蘭議會的議員組成。2001年，根據協議的建議，該組織擴展納入了英國-愛爾蘭理事會的所有成員。
在這三個架構下創建的這些組織，在協定中被列為「相互聯繫與依存（interlocking and interdependent）」。尤其是北愛爾蘭議會和北-南部長級會議的運作，被說成是「緊密的連繫在一起，彼此的成功取決於另一方的成功」，而參加北-南部長級會議是「北愛爾蘭和愛爾蘭共和國有關職位成員的基本職責之一」。並被認為，通過這項協議建立的機構「使北愛爾蘭成為雙元國家（bi-national）」 ，並加強了「具有共同主權的想像力」。

## 平等與人權
本協議確認了對「社區中每個人的相互尊重、公民權利和宗教自由」的承諾。多黨協議承認「在語言多樣性方面，尊重、理解和寬容的重要性」，特別是在愛爾蘭語、阿爾斯特蘇格蘭語以及北愛爾蘭其他少數民族的語言方面，「所有這些都是愛爾蘭島的文化財富」。
英國政府承諾將《歐洲人權公約》納入北愛爾蘭法律，並成立北愛爾蘭人權委員會。為北愛爾蘭公共當局規定履行其工作的法定義務「將促進機會平等列為特別優先事項」。愛爾蘭政府也承諾「採取步驟，在其管轄範圍內進一步保護人權」，並成立愛爾蘭人權委員會。

## 公投

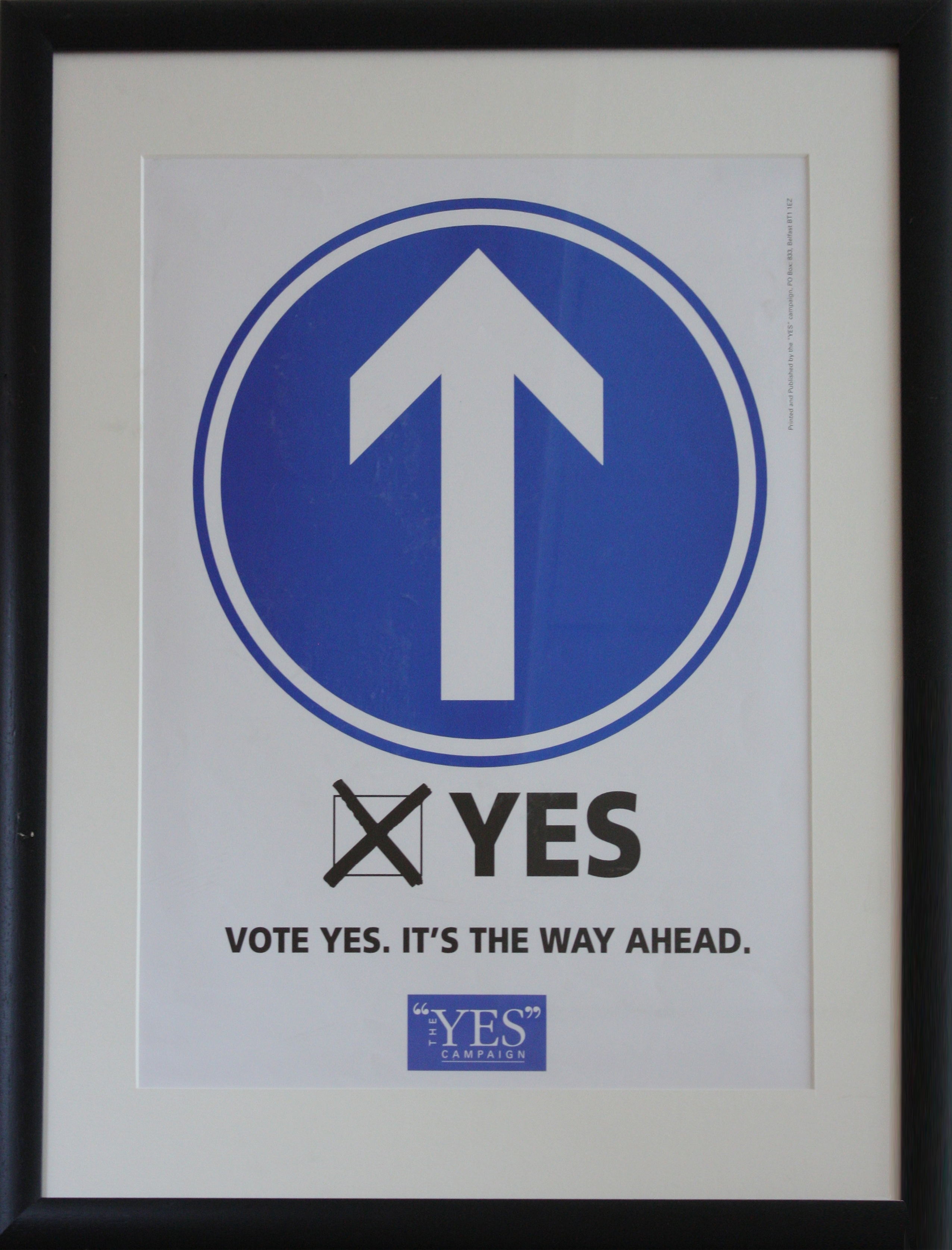
在北愛爾蘭公民投票期間，宣傳贊成貝爾法斯特協議的海報

根據協議，英國和愛爾蘭政府承諾在1998年5月22日同時於北愛爾蘭和愛爾蘭共和國舉行公民投票。北愛爾蘭的公投是為了認可多黨談判中達成的協議。愛爾蘭共和國的公投是為了認可《英國-愛爾蘭協議》，並根據該協議修訂《愛爾蘭憲法》。
公投的結果是愛爾蘭南北兩個地區的多數人贊成貝爾法斯特協議。在北愛爾蘭，有81％的選民投票，71％的選民贊成多黨談判達成的協議。在愛爾蘭共和國，有56％的選民投票，其中94％的選民贊成憲法修正案。
| 選項         | 票數    | %      |
| ------------ | ------- | ------ |
| 支持         | 676,966 | 71.1   |
| 反對         | 274,979 | 28.9   |
| 有效票       | 951,945 | 99.82  |
| 無效或空白票 | 1,738   | 0.18   |
| 總票數       | 953,683 | 100.00 |

| 選項         | 票數      | %      |
| ------------ | --------- | ------ |
| 支持         | 1,442,583 | 94.39  |
| 反對         | 85,748    | 5.61   |
| 有效票       | 1,528,331 | 98.90  |
| 無效或空白票 | 17,064    | 1.10   |
| 總票數       | 1,545,395 | 100.00 |

## 協議的施行
貝爾法斯特協議於1999年12月2日實施，倫敦將權力正式移交給新的北愛爾蘭議會、北-南部長級會議和英國-愛爾蘭理事會，結束在北愛爾蘭的直接統治。《英國-愛爾蘭協議》第4條第2款要求兩國政府以書面形式相互通知，並在雙方都收到通知後生效。英國政府同意參加愛爾蘭外交部於1999年12月2日在首都都柏林舉行的電視轉播儀式。北愛爾蘭事務大臣彼得·曼德爾森與愛爾蘭外交部長大衛·安德魯斯（David Andrews）交換了通知。儀式結束後不久，愛爾蘭總理伯蒂·埃亨（Bertie Ahern）簽署了修訂《愛爾蘭憲法》第2條和第3條的宣言，並且宣布《英國-愛爾蘭協議》已經生效（包括有關《貝爾法斯特協議》的某些補充協定）。
北愛爾蘭議會和北愛爾蘭行政院於1999年12月成立。但是直到2000年5月，準軍事組織臨時愛爾蘭共和軍的最終除役才啟動。除了人員除役問題以外，臨時愛爾蘭共和軍進行的準軍事活動（儘管與過去相比水平較低），例如武器進口、走私、組織犯罪、懲罰毆打、情報蒐集和騷亂等，也是絆腳石。雖然由於他們沒有一個重要的政黨代表，他們的立場在政治變革中不那麼重要，但是忠誠的準軍事人員仍持續進行類似的活動。
這些問題的總體結果，破壞了北愛爾蘭各黨派對協議的信心，而反對協議的民主統一黨則利用了該協議的種種問題，在2003年的議會選舉中贏過了贊成協議的阿爾斯特統一黨。在被指控收集情報的醜聞發生後，阿爾斯特統一黨於2002年退出權力共享的執政團隊。這些指控最終在2005年被取消，原因是有爭議的這種做法“不符合公共利益”。此後不久，新芬黨的一名成員又被暴露為英國特工。
2004年，民主統一黨和新芬黨就重建機構的協議進行了談判。雖然這些會談失敗了，但是政府發布的文件卻被稱為“全面協議（Comprehensive Agreement）”。2005年9月26日，臨時愛爾蘭共和軍宣稱已完全除役其武器並將其棄置。儘管如此，許多黨派成員，尤其是民主統一黨，仍然持懷疑態度。2006年10月進行了進一步的談判，達成了《聖安德魯斯協議（St Andrews Agreement）》。
2007年5月，北愛爾蘭第二屆的行政院行政委員會由民主統一黨的伊恩·佩斯利（Ian Paisley）擔任首席部長，而新芬黨的馬丁·麥吉尼斯（Martin McGuinness）擔任副首席部長。儘管伊恩·佩斯利是正式的政府領導人，但馬丁·麥吉尼斯和他擁有相等的權力。
2008年6月5日，伊恩·佩斯利從首席部長辦公室和北愛爾蘭民主統一黨黨魁退休，彼德·羅賓遜（Peter Robinson）接任了這兩項職務。在北愛爾蘭第三任行政院行政委員會中，彼德·羅賓遜與馬丁·麥吉尼斯之間存在著與以前第二任時相同的政治關係。2016年1月11日，彼德·羅賓遜辭去首席部長職務後，由阿琳·福斯特（Arlene Foster）取代。
2017年1月9日，馬丁·麥吉尼斯辭職後，北愛爾蘭行政院自動解散。依《貝爾法斯特協議》的規範，在沒有新領導人被任命的情況下，由英國的北愛爾蘭事務大臣詹姆斯·布魯克肖爾（James Brokenshire）主持了北愛爾蘭議會選舉。2017年3月2日選舉結果顯示，民主統一黨和新芬黨是兩個最大的政黨，兩黨領導人之間展開了組成政府的會談。截至2019年7月，談判仍然陷入僵局無法組成行政當局，北愛爾蘭議會也無法開議。

## 憲法關聯與英國脫歐
由於《貝爾法斯特協議》在北愛爾蘭的若干法律問題上，對英國政府具有約束力，因此事實上它已成為英國憲法的一部分。法律評論員戴維·格林（David Allen Green）將其描述為「相較於1215年的《大憲章》或《1689年權利法案》之類的神聖文書，（貝爾法斯特協議）是具有更高的日常重要性的英國和愛爾蘭憲法核心文本」。
協議還提到英國和愛爾蘭為「歐洲聯盟的夥伴」，因此有人認為這表示如果英國要脫離歐盟，需要經過北愛爾蘭選民的同意。雖然英國最高法院一致認為情況並非如此，但是《貝爾法斯特協議》仍然強烈地影響了英國的脫歐形式。
歐盟在與英國就其退出歐盟計劃的談判中，對於英國履行《貝爾法斯特協議》的議題表達關切並發表聲明。該聲明的主題包括：避免出現“硬邊界”（實體邊境海關檢查設施）、北愛爾蘭與愛爾蘭之間的北-南合作、北愛爾蘭全體人民的基本權利（如《貝爾法斯特協議》所述）、以及共同旅行區。根據《貝爾法斯特協議》，在北愛爾蘭出生的任何人，都有權利獲得愛爾蘭護照，在英國脫歐後也可以保留歐盟公民身份。根據歐盟關於英國脫歐的談判指示，英國應讓其他歐盟成員國確認這些主題已經解決，以便進入第二階段的英國脫歐談判。
為了保護北-南合作並避免對愛爾蘭邊界的管制，英國首相德蕾莎·梅伊（Theresa May）領導下的英國政府，同意維護協定的所有部分，“如果沒有達成一致的解決方案，聯合王國將保持與歐洲單一市場和歐盟關稅同盟的規則完全一致，這些規則現在或將來都支持北-南合作、全島經濟和對1998年協議的保護”，並承認這是“在一切都達成共識之前，什麼共識也沒有（nothing is agreed until everything is agreed）”。這構成了英國與歐盟談判協議的一部分，但英國國會三度投票否絕了該協議。
德蕾莎·梅伊的繼任者，首相鮑里斯·強森的立場是，必須從脫歐協議中刪除這種所謂的「愛爾蘭後備方案」（Irish backstop）。鮑里斯·强森在2019年10月17號與歐盟達成一個新協議，以新北愛爾蘭關稅條例取代了讓整個英國都留在歐盟關稅同盟的愛爾蘭後備方案，該條例規定北愛爾蘭名義上留在英國的關稅區，實際上留在歐盟關稅同盟，並遵守歐洲單一市場的市場規則。